# Christian Lucas
Christian Lucas (23 september 1983) is een Nederlands korfballer. Hij speelt voor DOS'46 uit Nijeveen.

## Prijzenkast
- Nederlands kampioen 1X, 2008/09